# Trigonaphera
Trigonaphera là một chi ốc biển, là động vật thân mềm chân bụng sống ở biển trong họ Cancellariidae.

## Các loài
Các loài trong chi Trigonaphera gồm có:
- Trigonaphera amakusana Petit, 1974[2]
- Trigonaphera bocageana (Crosse & Debeaux, 1863)[3]
- Trigonaphera stenomphala Habe, 1961[4]
- Trigonaphera amakusana Petit, 1974[2]
- Trigonaphera bocageana (Crosse & Debeaux, 1863)[3]
- Trigonaphera stenomphala Habe, 1961[4]